# Bandera de Vallcebre
La bandera oficial de Vallcebre té la següent descripció:
Bandera apaïsada de proporcions dos d'alt per tres de llarg, de color blau, amb una flor de lis al mig, blanca, d'altura d'1/2 de la del drap, i vuit estrelles blanques, de diagonal major d'1/6, situades en els quatre cantons i en les meitats dels quatre extrems del drap, separades per 1/18 de les vores.

## Història
Va ser aprovada el 21 d'abril de 1995 i publicada en el DOGC el 10 de maig del mateix any amb el número 2048.